# Parasynegia rufinervis
Parasynegia rufinervis är en fjärilsart som beskrevs av W. Warren 1896. Parasynegia rufinervis ingår i släktet Parasynegia och familjen mätare. Inga underarter finns listade i Catalogue of Life.